# Julie Christie
Julie Frances Christie (* 14. dubna 1941, Chabua, Assam, Britská Indie) je britská herečka, držitelka ceny Oscar, BAFTA i Zlatý glóbus.

## Biografie
Narodila se v Britské Indii anglickým rodičům, ve věku 6 let pak přesídlila do Anglie, neboť začala docházet na základní školu. Její otec byl majitel čajovníkové plantáže a matka byla malířka. V Británii vystudovala Central School of Speech and Drama (volně přeloženo:hlavní školu mluveného slova a dramatu).
Svoji hereckou kariéru zahájila v britském televizním seriálu televize BBC, o rok později pak první filmová role ve snímku The Fast Lady. Její průlomová hlavní role přišla o tři roky později v roce 1965 ve snímku Drahoušek, za kterou získala cenu BAFTA, Zlatý glóbus i Oscara za nejlepší herečku v hlavní roli, v témže roce natočila i další dva snímky - film Mladý Cassidy a snímek Doktor Živago.

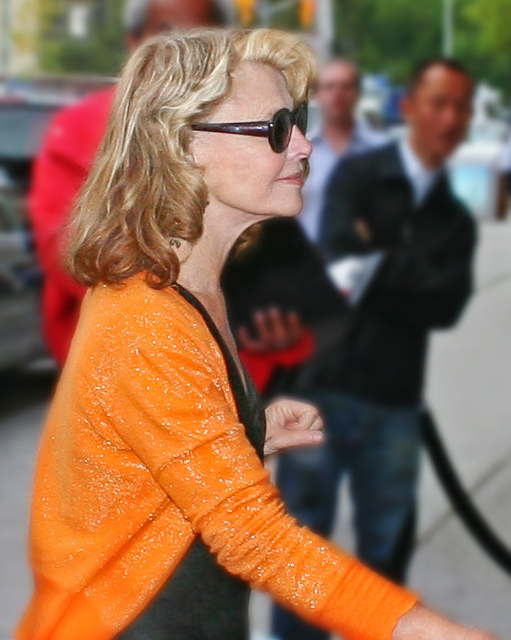
Julia Christie na Mezinárodním filmovém festivalu v Torontu(2006)

Mezi její další známé a i významné filmy patří, mimo jiné, snímek Doktor Živago nebo 451 stupňů Fahrenheita (nominace na cenu BAFTA). V roce 1971 pak natočila film McCabe a paní Millerová, za který byla podruhé nominována na Oscara.
V roce 1996 se objevila v jedné z mnoha filmových adaptací Shakespearova Hamleta v témže roce pak hrála i ve snímku Dračí srdce. V roce 2004 pak hrála ve filmech Harry Potter a vězeň z Azkabanu, Troja a Hledání Země Nezemě.

## Externí odkazy

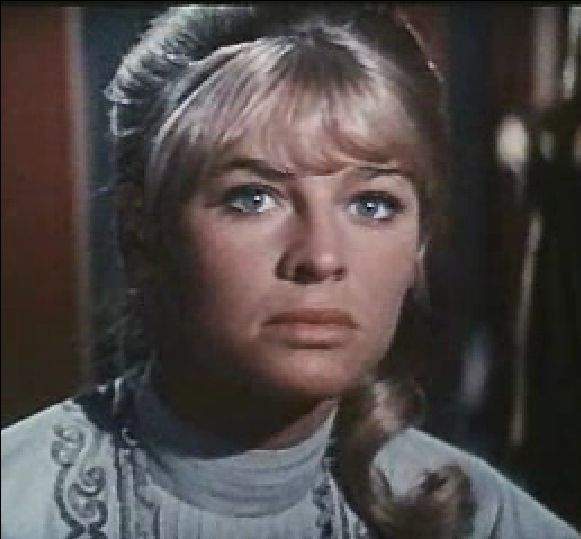
Julie Christie v roce 1965 ve filmu Doktor Živago